# 城向あかり
城向 あかり（じょうこう あかり、1977年6月25日 - ）は、シー・フォルダ所属のフリーアナウンサー。

## 人物
大分県出身。身長160cm。日本女子大学家政学部卒業。資格は宅地建物取引士。
趣味はドラマ・映画鑑賞、散歩、モダンバレエ。特技は読書、ピアノ。

## 担当番組（出演歴）
- サンデーモーニング（リポーター、TBSテレビ、1999年9月 - 2002年9月）
- JNNニュースバード（CS放送、2002年10月 - 2003年3月）
- ワールドニュースアワー／きょうの世界（いずれもNHK BS1）